# Alamagan
Alamagan (chamorro: Alamagan) är en ö i Nordmarianerna i västra Stilla havet.

## Geografi
Alamagan är en liten ö bland Nordmarianerna och ligger cirka 247 km norr om huvudön Saipan och cirka 445 km nordöst om Guam. Geografiskt ligger ön i Mikronesien.
Ön är av vulkaniskt ursprung och har en sammanlagd areal om ca 11,1 km² med en längd på ca 4,5 km och ca 3,75 km bred. Den högsta höjden är vulkanen Bandeera på ca 744 m ö.h. och ön har sötvattenkällor.
Den obebodda ön är svårtillgänglig beroende på de branta kustklipporna.
Förvaltningsmässigt ingår Alamagan i kommunen Northern Islands Municipality som omfattar alla öar norr om huvudön.

## Historia
Marianerna har troligen varit bebodd av polynesier sedan 1500-talet f.Kr. Ögruppen upptäcktes av portugisiske Ferdinand Magellan i mars 1521 som då namngav öarna "Las Islas de Los Ladrones". Öarna hamnade 1667 under spansk överhöghet och döptes då om till "Islas de las Marianas".
År 1864 och 1887 fick vulkanen på ön ett kraftigt utbrott.
Under första världskriget ockuperades området i oktober 1914 av Japan. Japan erhöll förvaltningsmandat över området av Nationernas förbund vid Versaillesfreden 1919. Marianerna ingick sedan i Japanska Stillahavsmandatet.